# 京都カマロ探偵
『京都カマロ探偵』（きょうとカマロたんてい）は、2022年6月17日公開の日本映画。塚本高史主演、吉田由一監督作品。オール京都ロケ撮影。
2022年6月25日現在、京都みなみ会館で、主演の塚本高史演じる釜田麻呂が乗っていたカマロを展示している。

## ストーリー
探偵を自称する釜田麻呂（塚本高史）が愛車のカマロを乗り回しながら、仲間の格闘家・幻之介（朝井大智）とハッカー・健太（山崎裕太）に支えられ、依頼された事件の真相を追う姿を描いたコメディー・アクション映画。

## キャスト
- 釜田麻呂（探偵） - 塚本高史
- 山垣健太（ハッカー、麻呂の仲間） - 山崎裕太
- 幻之介（格闘家、麻呂の仲間） - 朝井大智
- 三奈 不二子（麻呂の女） - 三津谷葉子
- 秀丸（焼肉屋経営） - コロッケ
- 焼肉屋店員（秀丸の弟）：吉田由一
- 焼肉屋店員：入江ケースケ
- 剣勇会会長：入江毅
- 剣勇会若頭 クニヒロ ケン：國本鍾建
- 剣勇会組員：島津健太郎
- 剣勇会組員 木村祐吉（麻呂の兄） - 木村祐一
- 剣勇会組員：松澤蓮
- 劉 建宏（台湾の通信最大手「JOIN」経営最高責任者） - 本宮泰風
- 城 明正（劉の配下）：神尾佑
- 城の配下：芳野史明
- マナベ（ユウカのパパ）：藤重政孝
- ユウカ（クラブホステス）：星野くるみ
- イマナカ（「週刊文夏」記者）：幕雄仁
- 友和
- 麻呂の飲み友達：亀田史郎
- クラブホステス：亀田姫月
- チンピラ（回想シーン）：宮本大誠

## スタッフ
- 監督 - 吉田由一
- 製作 - 人見剛史・吉田由一
- エグゼクティブプロデューサー - 鈴木祐介
- 企画・原案 - 吉田由一
- プロデューサー - 吉田由司・神崎良
- 音楽 - 池内ヨシカツ
- 脚本 - 宮崎健・吉田由一
- 監督補 - 南野保彦
- 助監督 - 金沢勇大
- 撮影 - 磯山億斗
- 照明 - 上保正道
- 録音 - 中村雅光
- 編集 - 別所順平
- 音響効果：細川隆太
- ヘアメイク - 竹中実穂（Hair make MUSE TOKYO）
- スタイリスト - 福西満里子（Be MARI & Co.）
- 制作担当 - 森脇健介
- 俳優担当 - 城野浩人
- アクション：ケント キム
- 殺陣：入江ケースケ
- ガンエフェクト：ユージン
- ドローンオペレーター：大西真人、村山慎一郎
- スチール：柴田明蘭、石村佳久、高橋貴絵
- 衣裳協力：Yoshiko Kitano、Galle、XIUXI、株式会社アートライン、999.9
- 挿入歌：「DRIVE」Electric Dragon「SHINE IT ON」
- 制作協力：RANZEL、吉田企画、シバタスタジオ
- 配給：マグネタイズ
- 制作：ランゼスト
- 製作：「京都カマロ探偵」製作委員会（RIGHTS CUBE、RUNZEST）[2]

## エピソード
- 2022年6月18日、東京・池袋シネマ・ロサで行われた舞台あいさつで、登壇した塚本高史や山崎裕太からシリーズ化希望の声があがった[6]。

## DVD
- 京都カマロ探偵 失踪の男を探せ!（2023年1月25日、ライツキューブ）